# Knut Norman
Knut Bernhard Norman, född 13 januari 1896 i Eskilstuna församling, Södermanlands län, död 6 april 1977 i Trelleborgs församling, Malmöhus län
, var en svensk målare. 
Norman studerade i Stockholm och Paris och målade färgstarka landskap med motiv från Lofoten, Bohuslän och Skånekusten. Många verk behandlar även sydländska motiv, framför allt från Venedig. Anders Zorn finansierade en stor del av hans studier. Norman finns representerad på Trelleborgs museum.